# Тапаев, Темирболот Дамирбекович
Темирболот Дамирбекович Тапаев (кирг. Темирболот Тапаев; Пустой шаблон {{ВД-Преамбула}} ) — киргизский футболист, защитник клуба «Дордой». Выступал за сборную Кыргызстана.

## Биография
Воспитанник академии бишкекского «Дордоя», где занимался с 2012 по 2017 год. Выступал за «Дордой-2» в Первой лиге Кыргызстана. В 2018 году отыграл полгода на правах аренды за «Алгу», после чего вернулся в «Дордой». За «Дордой» в чемпионате Кыргызстана дебютировал 22 июля 2018 года в матче против ошской «Академии» (6:2). Тогда он вышел после первого тайма, а в конце встречи отметился забитым голом. В «Дордое» Тапаев за полгода выступлений игроком основного состава не стал и накануне старта сезона 2020 года перешёл в «Алгу». В составе «Алги» играл на протяжении трёх сезонов, став серебряным и дважды бронзовым призёром чемпионата Кыргызстана. Гол Тапаева был признан лучшим в чемпионате по итогам марта 2021 года.
В январе 2023 года заключил годичный контракт с «Дордоем».
В составе национальной сборной Кыргызстана дебютировал 2 сентября 2021 года в товарищеской игре против Палестины (1:0). Всего по итогам 2021 года сыграл в 4 товарищеских матчах сборной. В составе олимпийской сборной — участник Азиатских игр 2018 года, где сыграл один матч против Бахрейна.

## Достижения
- Серебряный призёр чемпионата Кыргызстана: 2020
- Бронзовый призёр чемпионата Кыргызстана (2): 2021, 2022
- Финалист Кубка Кыргызстана: 2021